# Julia – Eine ungewöhnliche Frau
Julia – Eine ungewöhnliche Frau ist eine deutsch-österreichische Fernsehserie mit Christiane Hörbiger in der Titelrolle. In Deutschland wurden die einzelnen Folgen im Programm der ARD Das Erste und weiteren Sendern der ARD gesendet, in Österreich wurden sie vom ORF erstausgestrahlt. Die Serie wurde in den Jahren 1998–2002 gedreht und beinhaltet insgesamt fünf Staffeln mit je 13 Folgen.

## Kurzhandlung
Die Serie dreht sich um die Wiener Juristin Dr. Julia Laubach, die nach schweren Schicksalsschlägen einen privaten und beruflichen Neuanfang wagt.
Gemeinsam mit ihren beiden Enkelkindern Wolfgang und Elisabeth zieht sie in die niederösterreichische Kleinstadt Retz, wo sie einen Posten als Bezirksrichterin annimmt. Im Rahmen ihrer Arbeit als Richterin wird Laubach mit vielerlei Konflikten konfrontiert, die oft auch ihr Privatleben berühren.

## Staffeln
- 1998 – 1. Staffel, Regie: Gero Erhardt, Walter Bannert
- 1999 – 2. Staffel, Regie: Walter Bannert, Peter Sämann
- 2000 – 3. Staffel, Regie: Holger Barthel, Wilhelm Engelhardt
- 2001 – 4. Staffel, Regie: Holger Barthel, Walter Bannert
- 2002 – 5. Staffel, Regie: Holger Barthel, Thomas Roth

## Darsteller und ihre Rollen
- Christiane Hörbiger – Dr. Julia Laubach, geb. Reichert, Ehefrau von Dr. Arthur Laubach, Mutter von Maria Laubach, Großmutter von Wolfgang und Elisabeth Laubach, Schwiegermutter von Carlos Oppermann; führt anfangs mit Arthur eine (Nobel-)Anwaltskanzlei in Wien; nach Marias Tod und Arthurs „Seitensprung“ mit Elke Torberg zieht Julia mit den beiden Enkeln nach Retz, wo sie schon in ihrer Jugend auf Sommerfrische war und in der Landwirtschaft mithalf; zugleich arbeitete sie nun als Richterin am Bezirksgericht Retz; im Zuge der Schließung des Gerichtes zog die Familie zurück nach Wien, wo Julia eine neue Richterstelle fand; später wurde sie Bürgermeisterin von Retz, danach Vorsteherin des neuen Landesgerichts; auf Vorschlag Martin Reidingers schaffte sie es, Volksanwältin zu werden; in der letzten Folge bekundete sie ihr Interesse, nach Ablauf der Legislatur wieder in Arthurs Kanzlei einzusteigen.
- Peter Bongartz – Dr. Arthur Laubach, Ehemann von Dr. Julia Laubach, Vater von Maria Laubach, Großvater von Wolfgang und Elisabeth Laubach, Schwiegervater von Carlos Oppermann; führt anfangs mit Julia eine (Nobel-)Anwaltskanzlei in Wien; nach einer Zeit des getrennten Lebens von Julia, aufgrund seines „Seitensprungs“ mit Elke Torberg, finden die beiden wieder zusammen; fortan führt er die Kanzlei allein weiter; als ein Mitarbeiter die Treuhandkonten der Kanzlei plündert und sich absetzt, steht Arthur vor dem beruflichen Aus; es gelingt ihm aber, einen Neustart zu beginnen; später wird ein US-Konzern auf ihn aufmerksam, für den er nun tätig ist und der der größte Geldgeber ist; um Julia als Volksanwältin nicht zu kompromitieren setzt er seine Anwaltstätigkeit aus, in der letzten Folge kann er aber nicht anders und kehrt zurück.
- Susanne Michel – Maria Laubach, Tochter von Arthur und Julia Laubach, Ehefrau von Carlos Oppermann, Mutter von Wolfgang und Elisabeth Laubach, Ärztin; kauft in Retz den Jenbacherhof und vererbt diesen ihren beiden Kindern; bei einem Unfall in einem Vergnügungspark kommt sie ums Leben und wird in Retz beigesetzt.
- Philipp Fleischmann – Wolfgang Laubach, Sohn von Carlos Oppermann und Maria Laubach, Enkel von Dres. Arthur und Julia Laubach, Bruder von Elisabeth Laubach, Ex-Freund von Clarissa Feller und Susanne Strubreiter
- Paula Polak – Elisabeth Laubach, Tochter von Carlos Oppermann und Maria Laubach, Enkelin von Dres. Arthur und Julia Laubach, Schwester von Wolfgang Laubach; zieht nach dem Tod ihrer Mutter mit Julia und Wolfgang nach Retz, wo sie sich schnell wohlfühlt, auch weil sie sehr tierlieb ist; an den Umzug nach Wien kann sie sich nur langsam gewöhnen und ist daher umso glücklicher, als die Familie zurück nach Retz zieht; hängt sehr an ihrem Vater Carlos und fällt nach dessen Tod in ein Trauma, aus dem sie nur mit Hilfe ihres neuen Haustiers, Schwein Marylin, herausfindet.
- Hertha Schell – Regine Beranek, Ehefrau von Gerichtspräsident i.R. Dr. Felix Tischner, Beamtin der Verwendungsgruppe B mit dem Amtstitel einer Oberrevidentin (ORev), Leiterin der Kanzlei von Julia Laubach in Retz und Wien
- Beatrice Frey – Ilse Hutter, Vertragsbedienstete im Bezirksgericht Wien Innere Stadt, Konkurrentin von Regine Beranek
- Johanna Mertinz – Barbara Demmerlein, Sekretärin von Dr. Arthur Laubach
- Franz Buchrieser – Dipl.-Ing. Martin Reidinger, Eigentümer der Baufirma Martin Reidinger GesmbH, Bürgermeister von Retz und Landeshauptmann von Niederösterreich, Vater und Sebastian Reidinger und Willy Mähr, Ehemann von Lena Kamper; um seinen Ruf und den seiner Familie zu schützen und die Interessen seiner Firma und der Stadt zu begünstigen, schreckt er auch vor Korruptionsmethoden wie Bestechung nicht zurück; wird nach dem illegalen Anbau von genmanipulierten Mais angeklagt und verurteilt und tritt daraufhin als Landeshauptmann zurück; übernimmt nach Sebastians Rückzug wieder die Geschäftsleitung; kommt beim Versuch, Carlos Oppermann aus dem brennenden Pferdestall zu retten, ums Leben
- Peter Faerber – Albert Roland
- Fritz Karl – (später Dipl.-Ing.) Sebastian Reidinger, Sohn von Martin Reidinger, Halbbruder von Willy Mähr, Stiefsohn (und Affäre) von Lena Kamper, Ex-Verlobter von Helga Schuster, Ex-Co-Geschäftsführer der NOVA-Errichtungsgesellschaft, nach der Wahl seines Vaters zum Landeshauptmann Alleineigentümer der Baufirma Martin Reidinger GesmbH; nach dem Beinahekonkurs der Firma und dem Tod seines Vaters arbeitet er zunächst unter Lena wieder in der Firma mit, verlässt in der letzten Folge aber Retz, um sich neu zu orientieren
- Konstanze Breitebner – Lena Reidinger, gesch. Kamper, geb. Großmann, Mutter von Theresa, Ex-Frau von Karl Kamper, Stiefmutter (und Affäre) von Sebastian Reidinger; nach einem Alkoholentzug aufgrund ehelicher Probleme arbeitet sie als Prokuristin in der Baufirma Reidinger, wo sich Martin und Lena ineinander verlieben; nach einem politischen Manöver wird sie Bürgermeisterin von Retz und heiratet Martin Reidinger, der sie testamentarisch zur Alleineigentümerin der Firma einsetzt; nach Martins Tod hat sie eine kurze Affäre mit dessen Sohn Sebastian, die sie aber schnell beendet; sie und ihr Ex-Mann Karl scheinen wieder Gefühle für einander zu empfinden
- Michael König – Heinz Strubreiter, Ehemann von Erna Strubreiter, Vater von Stefan, Manfred und Susanne Strubreiter; Gendarmeriebezirksinspektor, später Bürgermeister von Retz, wo er sich aber sehr ungeschickt und überfordert anstellt; kehrt nach seiner Abwahl wieder in den Polizeidienst zurück, zunächst nochmal als Bezirksinspektor, dann als Kriminalbeamter; Jugendfreund von Julia, die ihm oft mit Rat zur Seite steht, die aber gleichzeitig auch auf seine polizeilichen Befugnisse zurückgreift
- Sissy Höfferer – Erna Strubreiter, Ehefrau von Heinz Strubreiter, Mutter von Stefan, Manfred und Susanne Strubreiter; führt den heimischen Haushalt, was an ihrem Selbstwertgefühl kratzt; hat eine kurze Affäre mit Carlos Oppermann; nach Heinz’ Wahl zum Bürgermeister sieht sie sich als „erwas Besseres“ und zeigt dies auch nach außen hin; kann den Abstieg nur schwer verkraften und verlässt deshalb auch kurz ihren Ehemann
- Valerian Karl – Stefan Strubreiter
- Ludwig Dornauer – Gustl Rauscher
- Bibiana Zeller – Ann Miller / Hertha Mähr
- Monika Finotti – Heidi Mähr
- August Schmölzer – Max Mähr
- Raffael Weninger – Willy Mähr
- Janet Brandt – Burgi Mähr
- Kristina Bangert – Helga Schuster
- Suza Juhasz – Anita Bondar, Haushälterin bei Laubachs (zuvor in einem Diplomatenhaushalt angestellt); Lebensgefährtin von Gustl Rauscher
- Marion Mitterhammer – Elke Torberg
- Michele Oliveri – Carlos Oppermann, Ex-Mann von Maria Laubach, Vater von Wolfgang und Elisabeth Laubach, Schwiegersohn von Arthur und Julia Laubach; verlässt seine, mit Elisabeth schwangere, Frau und Wolfgang und kehrt nach Argentinien zurück; nach Marias Tod versucht er, an das Erbe seiner Kinder zu kommen, indem er sich zunächst einschmeichelt (was Arthur und Julia abstößt) und dann versucht, seine Kinder nach Argentinien zu entführen; aufgrund einer Falschaussage Julias kommt er aber aus der U-Haft frei und will nun ganz ehrlich mehr für seine Kinder da sein; nach einem Reitunfall ist er querschnittgelähmt, fasst aber neuen Lebensmut und will mit dem Geld der Versicherung eine Pferdezucht beginnen; als im Pferdestall ein Feuer ausbricht, kommt er beim Versuch, die Tiere zu retten in den Flammen ums Leben; er wird auf dem Friedhof Retz beigesetzt
- Ulrike Beimpold – Adelheid Miklos, gesch. Sonnleitner, Ehefrau von Sandor Miklos, Ex-Frau von Hans Sonnleitner, Mutter von Sissi Sonnleitner; nach dem Konkurs des Sägewerks ihres Ex-Mannes versucht sie, mit Hilfe ihres Ex-Mannes und Albert Rolands, die Stadt Retz um 30.000.000 Schilling zu betrügen; sie flüchtet mit dem Geld nach Ungarn zu ihrer Affäre Sandor Miklos, einem Gestüttbesitzer, den sie heiratet und dort unerkannt lebt; in Staffel 3 Folge 12 treffen sie, Hans Sonnleitner, Arthur und Julia, Martin Reidinger und Lena Kamper in Ungarn aufeinander, das Geld wird vollständig sichergestellt; wie es mit ihr weitergeht, auch strafrechtlich, bleibt offen
- Wolfram Berger – Hans Sonnleitner
- Alexander Pschill –  Mag. (später Dr.) Anton Altmann, aus dem Burgenland, Affäre von Waltraud Hirmer; leistet am Bezirksgericht Retz sein praktisches Jahr ab; nach der Schließung des Gerichts zieht er nach Wien und nach seiner Promotion wieder zurück ans neue Landesgericht Retz; er beginnt eine Affäre mit Waltraud Hirmer, der Ehefrau seines Vermieters, die sich scheiden lässt und mit Altmann dann nach Wien geht, wo er am Bezirksgericht Innere Stadt als Richter tätig sein wird
- Werner Wultsch – Staatsanwalt
- Michael Blihall – Stefan
- Murali Perumal –  Moraji Desai
- Gerhard Tötschinger (Ehemann der Hauptdarstellerin Christiane Hörbiger) – Oberstaatsanwalt Dr. Passauer
- Werner Prinz – Kaspar Lehofer
- Hemma Clementi – Frau Gitta
- Fritz von Friedl – Gemeindearzt
- Andreas Lust – Gendarm und Kollege von Heinz Stubreiter
- Peter Uray
- Reinhard Nowak

## Hintergründe
Die Serie wurde in Wien und vor allem in und um Retz, Pulkau und Eggenburg sowie weiteren Orten im Bezirk Hollabrunn gedreht. Das Schloss Gatterburg in Retz diente u. a. als Gendarmerie-Posten und für Szenen am Bezirksgericht. Einer der Drehorte war der aufgelassene Friedhof in Mitterretzbach, der auch den Polt-Filmen, die ebenfalls im nördlichen Weinviertel spielen, als Kulisse diente.
Wie in der Serie dargestellt, wurde der Gerichtsbezirk Retz mit 1. Juli 2002 aufgelassen.